# Svorónos
Svorónos är en ort i Grekland.   Den ligger i prefekturen Nomós Pierías och regionen Mellersta Makedonien, i den norra delen av landet, 280 km norr om huvudstaden Aten. Svorónos ligger 47 meter över havet och antalet invånare är 2 066.
Terrängen runt Svorónos är platt åt sydost, men åt nordväst är den kuperad. Närmaste större samhälle är Kateríni, 3,6 km öster om Svorónos. Trakten runt Svorónos består till största delen av jordbruksmark.